# Zijdevlinder
De zijdevlinder of zijderups (Bombyx mori) is een vlinder uit de familie van de echte spinners (Bombycidae). Het is een van de bekendste en meest gekweekte insecten ter wereld. De vlinder wordt vooral gekweekt vanwege de larve die een cocon spint van een enkele draad. De draad is zeer stevig en wordt gebruikt voor de productie van zijde. De zijdevlinder is een van de weinige insecten die op grote schaal om hun product gekweekt worden, naast de honingbij en de cochenilleluis.
De zijdevlinder is oorspronkelijk een nachtactieve vlinder. In de loop van de tijd is deze echter volledig gedomesticeerd en heeft hij zich aangepast aan het dag- en nachtritme van de kwekerijen waarin de dieren opgroeien. De vlinder kan zich niet meer in de natuur handhaven en is afhankelijk van de mens voor voedsel en een geschikte leefomgeving. De volwassen vlinders, imagines of imago, kunnen niet vliegen omdat hun vleugels rudimentair zijn en laten zich gemakkelijk hanteren. Ook de rupsen zijn gewend aan mensen en verbergen zich niet.
De kleur van zowel de rupsen als van de imago's is licht geelbruin. De rupsen hebben bruine accenten aan verschillende lichaamssegmenten. De volwassen vlinders hebben een donkere tot bruine vleugeladering.
De kweek van de zijdevlinder was eeuwenlang een staatsgeheim van China. Daar kwam een einde aan toen eieren en larven van de vlinder in 552 naar het buitenland werden gesmokkeld. Hierdoor werd de vlinder geïntroduceerd in Europa. De zijdevlinder wordt inmiddels in verschillende werelddelen gekweekt voor de productie van onder andere zijde.
De rupsen leven van de bladeren van de witte moerbei (Morus alba). Deze plant kwam oorspronkelijk alleen voor in China, maar is in verschillende delen van de wereld aangeplant om de larven van de zijdevlinder te kunnen voeden. De poppen van de vlinder worden in de regel gedood tijdens de productie van zijde uit de cocons; ze worden in veel zijdeproducerende landen gegeten als snack.

## Naamgeving

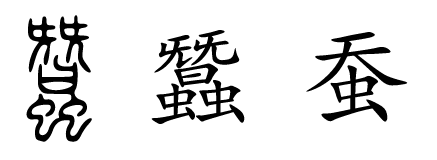
Het woord zijdevlinder achtereenvolgens geschreven in zegelschrift, traditioneel Chinees en vereenvoudigd Chinees

De soort wordt ook wel aangeduid met zijderups, zijderupsvlinder en zijdemot. In oudere literatuur worden ook wel namen als zijworm, zijdewormvlinder en zijdewormsvlinder gebruikt.
De Nederlandstalige naam slaat op het vermogen van de rupsen om een sterke spindraad te gebruiken voor de cocon. Ook in veel andere talen wordt een dergelijke naam gebruikt, zoals het Duitse Seidenspinner (zijdespinner), het Engelse silkmoth (zijdemot) en het Spaanse gusano de seda (zijdeworm). In andere talen verwijst de naam naar de waardplant, zoals het Franse bombyx du mûrier (moerbei-Bombyx) en het Duitse Maulbeerspinner (moerbei-spinner).
De wetenschappelijke geslachtsnaam Bombyx is afgeleid van het Latijnse woord bombyx dat zijde betekent. Bombyx is ontleend aan het Oudgriekse βόμβυξ (bómbux). De soortaanduiding mori betekent van de moerbei of op de moerbei: Morus (genitief mori) is de wetenschappelijke geslachtsnaam van de moerbeiplant.

## Verspreiding en habitat

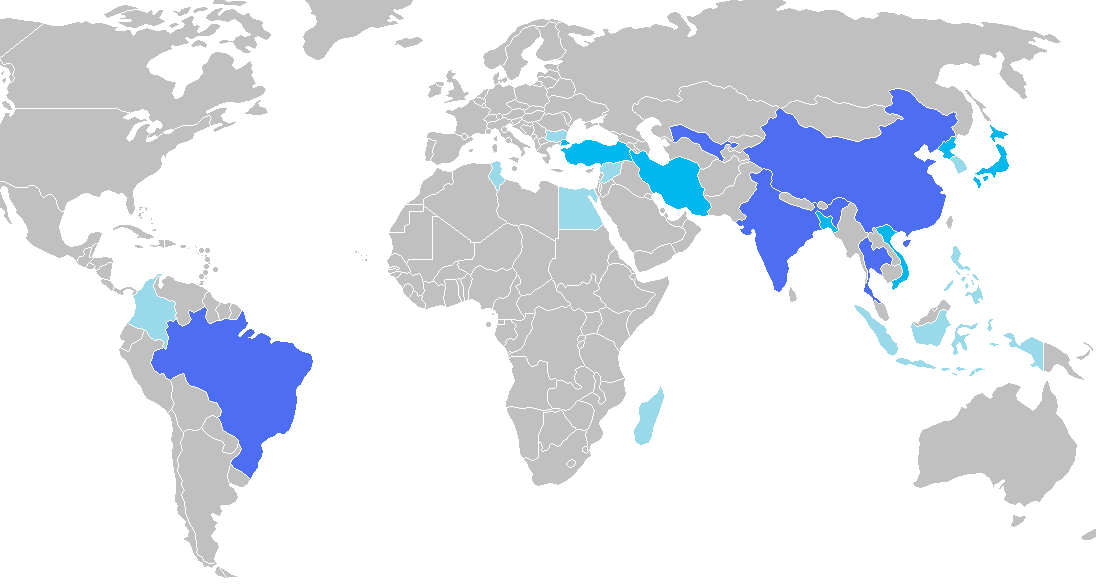
Wereldwijde jaarproductie van alle soorten zijde (2015):
donkerblauw = meer dan 500 ton
blauw = tussen 10 en 500 ton
lichtblauw = minder dan 10 ton

De vlinder wordt voornamelijk gekweekt in Azië en enkele landen in Zuid-Amerika en Afrika. China is veruit koploper, gevolgd door India en Oezbekistan. Andere grote spelers zijn Thailand, Brazilië, Vietnam, Noord-Korea, Iran, Bangladesh, Japan en Turkije. Landen die in 2016 minder dan tien ton zijde per jaar produceerden waren Bulgarije, Colombia, Egypte, Indonesië, Filipijnen, Madagaskar, Syrië, Tunesië en Zuid-Korea.
De familie van de echte spinners (Bombycidae) waartoe de zijdevlinder behoort komt voornamelijk voor in Azië en tropische delen van Afrika. In Europa komt oorspronkelijk geen enkele vertegenwoordiger van de familie echte spinners voor. In koelere klimaten zoals in Europa ontwikkelt zich een enkele generatie per jaar; dit wordt univoltien genoemd. Als er zich meerdere generaties per jaar ontwikkelen heet dit multivoltien. In tropische gebieden plant de vlinder zich het gehele jaar door voort en kent hij meer dan zes generaties per jaar.
De zijdevlinder is een van de weinige insecten die niet in het wild voorkomen. Er is dan ook geen natuurlijk verspreidingsgebied. Omdat de rupsen van de vlinder vrijwel uitsluitend van de moerbeiplant eten, wordt vermoed dat de voorouder van de zijdevlinder in gebieden leefde waar de moerbei van nature voorkomt.
Soms zijn exemplaren van de zijdevlinder in de natuur te vinden, maar dat zijn altijd ontsnapte exemplaren uit kwekerijen. Omdat de vlinders niet kunnen vliegen, zijn alle in het wild levende vlinders of rupsen in de buurt van een kwekerij aangetroffen. De vlinders kunnen zich niet in de natuur handhaven en sterven spoedig. Vermoed wordt dat de oorspronkelijke wilde vorm van de zijdevlinder door kruisingen met gedomesticeerde exemplaren zodanig is verzwakt dat deze is uitgestorven.

### Geschiedenis

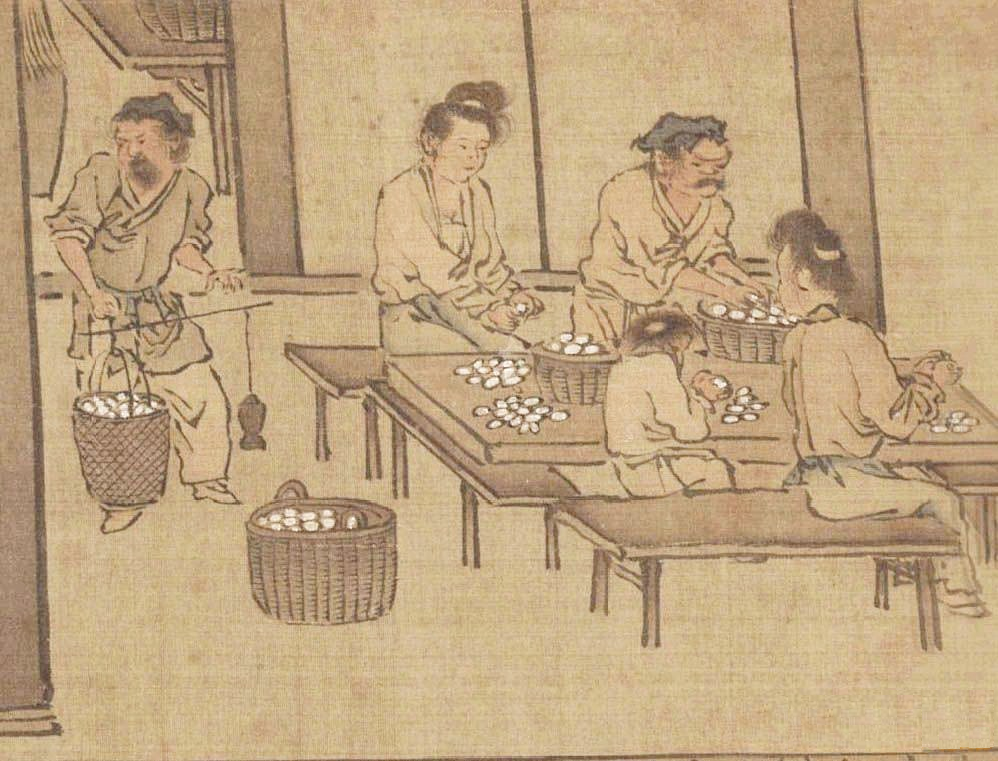
Het sorteren van de cocons, detail van een Chinese handrol door Liang Kai (13e eeuw)

Het kweken van de rupsen voor de productie van zijde is de sericultuur, sericicultuur, zijdecultuur of zijdeteelt. De sericultuur stamt uit China, waar men al in de oudheid ontdekte hoe deze vlinder op de bladeren van de witte moerbei te kweken was. De zijderups werd zo'n 5000 jaar geleden gedomesticeerd van de wilde zijderups Bombyx mandarina. De domesticatie begon zo'n 7500 jaar geleden en duurde tot zo'n 4000 jaar geleden. Het aanvankelijke centrum lag daarbij in China, waarna verfijningen plaatsvonden in China zelf, langs de zijderoute in Europa en de tropen en in Japan.
De zijdeteelt is bekend vanaf 3500 voor Christus. De Chinezen ontdekten ook hoe en op welk moment men de pop moet doden om de zijdedraad waaruit de cocon gesponnen is, in zijn geheel af te kunnen wikkelen. Ze wisten de zijdeteelt duizenden jaren geheim te houden. Zijde werd een belangrijk exportproduct voor China en via de zijderoute werd de zijde tot in het Romeinse Rijk verhandeld. In de 3e eeuw v.Chr. werden zijderupsen ook naar Korea en later naar Japan gebracht.
Halverwege de 6e eeuw werd een aantal eieren en larven door Perzische monniken naar Constantinopel gesmokkeld in de holle delen van een bamboestok. Hierdoor kwam de zijderups in Europa terecht en voortaan kon het Westen zijn eigen zijdeteelt opzetten. Onder andere op het Griekse schiereiland Peloponnesos werden zijderupsen gekweekt. Het eiland werd indertijd met Morea aangeduid, wat vrij vertaald moerbeiland betekent en slaat op de kweek van de zijdevlinder.
Vanaf de 8e eeuw werd de zijdevlinder verder verspreid door de moslims tijdens hun veroveringstochten. Zo werd hij via Turkije naar westelijk Europa gebracht. In Europa waren voornamelijk Italië en Frankrijk belangrijke zijdeproducenten. Door verschillende ziekten van de rups in de 19e eeuw gingen echter grote delen van de Europese zijdeteelt verloren.

## Uiterlijke kenmerken
De zijdevlinder heeft een roomwitte tot geelbruine lichaamskleur. Het lichaam bereikt exclusief uitsteeksels een lengte van ongeveer 25 millimeter. Vrouwtjes worden groter dan mannetjes. Bij rassen die slechts een enkele generatie per jaar kennen, worden de vlinders gemiddeld groter dan bij rassen die meerdere generaties per jaar kunnen ontwikkelen.
Het lichaam is duidelijk verdeeld in drie delen, de tagmata. Dit zijn de kop of caput, het borststuk of thorax en het achterlijf of abdomen.

### Kop

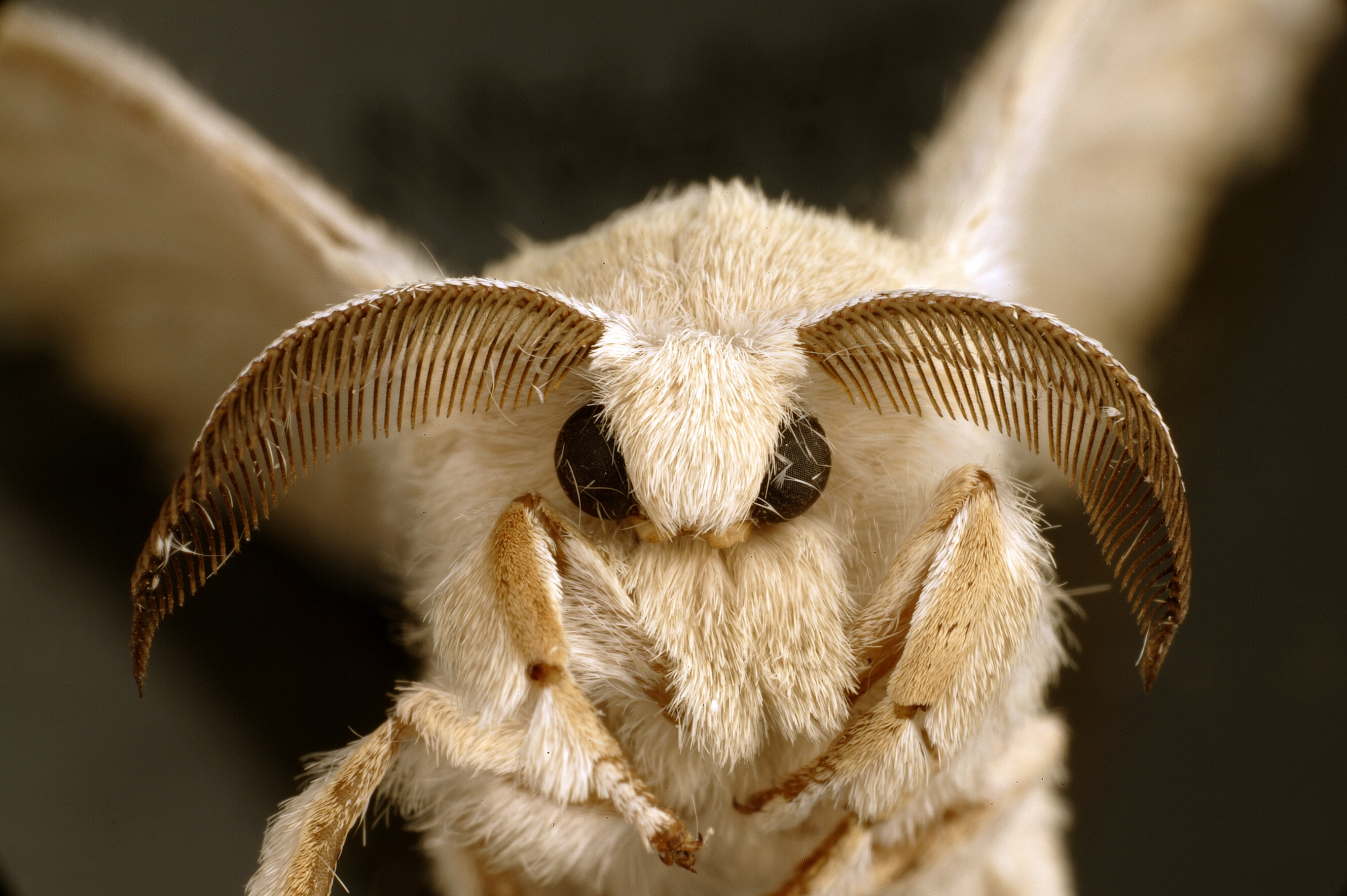
Belangrijkste delen van de kop van de vlinder

De antennes zijn groot en duidelijk zichtbaar, ze hebben een donkere, bruine kleur. De antennes van vrouwtjes en mannetjes hebben ongeveer dezelfde vorm; die van mannetjes worden echter groter. De antennes zijn sterk vertakt, de onderzijde ervan draagt een rij lange aanhangsels. De middelste antenneaanhangsels zijn het langst, waardoor de antennes op een veer lijken.
De ogen zijn rond en kraalachtig. Ze hebben een zwarte kleur waardoor ze goed opvallen tussen de veel lichtere lichaamsbeharing. De ogen hebben een ondergeschikte zintuiglijke functie. Om zich te oriënteren gebruikt de vlinder voornamelijk de antennes.

### Borststuk
Het borststuk bestaat uit drie delen, die de poten en de vleugels dragen. Net als alle vlinders heeft de zijdevlinder twee paar vleugels, dus vier in totaal. Het voorste vleugelpaar is aan het tweede borststuksegment gehecht en het achterste is aan het derde borststuksegment gelegen. Het borststuk is net als de rest van het lichaam sterk behaard, met fijne, witte tot witgele haartjes.
De vleugellengte is ongeveer 25 millimeter en de spanwijdte bedraagt ongeveer 40 tot 50 millimeter. De vleugels hebben vooral bij de mannetjes een donkere, bruingrijze vleugeladering en een haakvormige vleugelpunt of apex. Het lichaam is groot, dik en sterk behaard. De vleugels dienen bij vlinders als de zijdevlinder niet om voedsel te zoeken – de vlinder eet en drinkt niet – maar om een partner te vinden. Vrouwtjes blijven vaak bij de cocon wachten tot zich een mannetje aandient. Met name de mannetjes springen soms rond en fladderen met hun vleugels, maar ook zij kunnen niet vliegen.
De poten zijn voorzien van kleine klauwtjes die bestaan uit twee haakachtige structuren. Hiermee kan de vlinder zich hechten aan de ondergrond. Omdat de zijdevlinder niet kan vliegen, beweegt het insect zich lopend voort.

### Achterlijf
Het achterlijf bevat de inwendige organen, zoals de spijsverteringsorganen en het zenuwstelsel. Het achterlijf van mannetjes is relatief kleiner en slanker dan dat van vrouwtjes en de achterlijfssegmenten zijn meer geprononceerd, wat te zien is aan de haartjes die duidelijke ringstructuren vertonen.
Het achterlijf van vrouwtjes is relatief groot en plomp; vooral zwangere vrouwtjes hebben een dik achterlijf. Bij vrouwtjes zijn binnenin het achterlijf lange, kraalachtige structuren aanwezig; dit zijn de onbevruchte eitjes. De vrouwtjes zijn vaak zo dik dat ze amper kunnen lopen. Vrouwtjes hebben twee uitstulpbare geurklieren aan het einde van het achterlijf. Deze klieren hebben een opvallende gele kleur en dienen om geurstoffen aan de lucht af te geven om mannetjes te lokken. De geurstoffen die de vrouwtjes afscheiden zijn feromonen.

### Onderscheid met andere soorten
Omdat de zijdevlinder niet in het wild voorkomt is de soort met geen andere vlinder te verwarren. De soort waar de zijdevlinder van afstamt, Bombyx mandarina, is donkerbruin van kleur en heeft goed ontwikkelde vleugels. Beide soorten kunnen nog wel kruisen; als twee exemplaren van de verschillende soorten paren worden er levensvatbare eieren geproduceerd.
De zijdevlinder is niet de enige vlinder waarvan de rups gebruikt wordt als bron voor zijde. Andere vlinders met bruikbare cocons zijn: de hemelboomvlinder (Samia cynthia), soorten zoals de reusachtige atlasvlinder (Attacus atlas) en enkele soorten uit de familie nachtpauwogen (Saturniidae), meer specifiek soorten uit het geslacht Antheraea. Wereldwijd is de zijdevlinder anno 2016 verantwoordelijk voor negentig procent van de zijdeproductie.

## Voortplanting en ontwikkeling

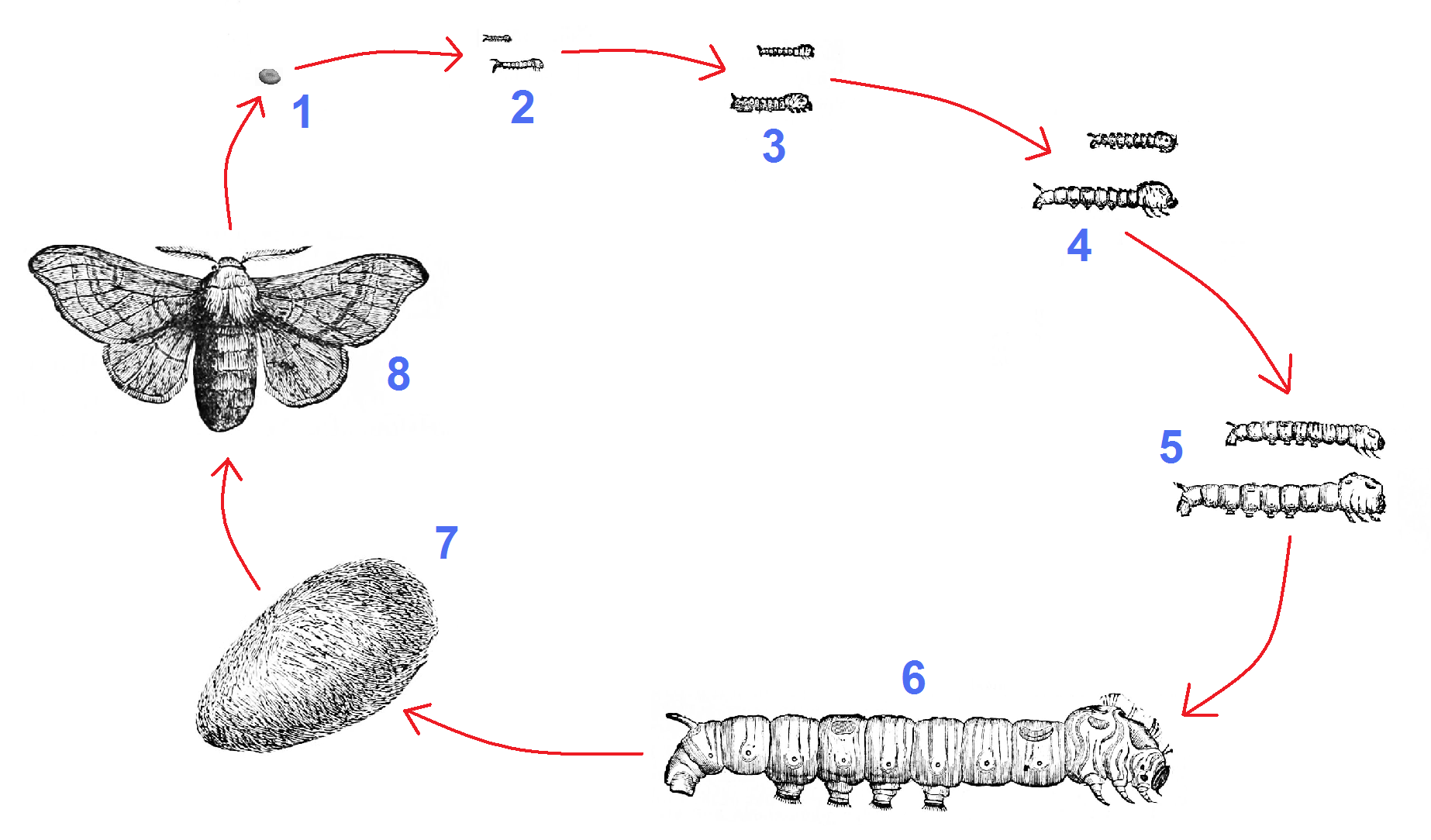
Schema van de levenscyclus van de zijdevlinder

De zijdevlinder kent net als de meeste insecten vier levensstadia: ei, larve, pop en volwassen vlinder. De larve of rups kent als enige verschillende deelstadia, vijf in totaal, de instars. De zijdevlinder begint zijn leven als ei, waaruit onder gunstige omstandigheden na ongeveer twee weken de larve verschijnt. Deze rups eet zich gedurende ongeveer een maand vol, waarbij het insect steeds vervelt. Na de vierde vervelling beginnen de voortplantingsorganen en de spinklier zich te ontwikkelen. Aan het einde van het vijfde stadium stopt de rups met eten en zoekt een rustige plaats op. Hier wordt gedurende enkele dagen de cocon gesponnen waarin uiteindelijk de verpopping plaatsvindt. Als de volwassen vlinder uit de cocon kruipt leeft deze slechts enkele dagen.
Tegenwoordig is de zijderups volledig afhankelijk van de mens voor zijn voortplanting en komt de soort niet in het wild voor. De ontwikkeling van ei tot volwassen vlinder vindt plaats in kwekerijen. Er zijn verschillende rassen van de zijdevlinder die allemaal door de mens zijn ontwikkeld. De meeste zijdevlinders behoren tot het Chinese ras, andere bekende rassen zijn Japans en Koreaans. De rassen verschillen wat betreft tolerantie voor een kouder klimaat, voortplantingssnelheid, en lengte, dikte en kleur van de zijdedraad.

### Paring
De vrouwtjes scheiden een feromoon af, genaamd bombykol. Dit is het eerste insectenferomoon waarvan de chemische structuur bekend werd. De ontdekking werd gedaan door de Duitse nobelprijswinnaar Adolf Butenandt in 1959. Daarbij waren 500.000 vrouwtjes nodig om 12 milligram van het feromoon te verkrijgen. De vrouwtjes gebruiken de verbinding palmitinezuur als grondstof voor de bombykolmoleculen.
Bombykol komt ook voor bij Bombyx mandarina, de wilde vorm van de zijdevlinder, en dient als lokstof die een sterke aantrekkingskracht uitoefent op de mannetjes. Zodra ze het feromoon met hun antennes waarnemen volgen ze het spoor. Bij de zijdevlinder heeft de stof geen echte functie meer aangezien de mannetjes direct bij de vrouwtjes worden gezet om zo snel mogelijk eieren te verkrijgen. De antennes van mannetjes zijn minder gevoelig geworden voor zintuiglijke waarneming omdat ze minder receptoren op de antennes hebben dan mannetjes van de wilde vorm.
Als mannetjes een vrouwtje tegenkomen voeren ze een soort paringsdans uit. Hierbij lopen ze om het vrouwtje heen en klapperen met hun vleugels. Tijdens de copulatie zijn de twee vlinders met de achterlijven aan elkaar verbonden. Ze zijn dan erg kwetsbaar en kunnen zich moeilijk verplaatsen.

### Ei

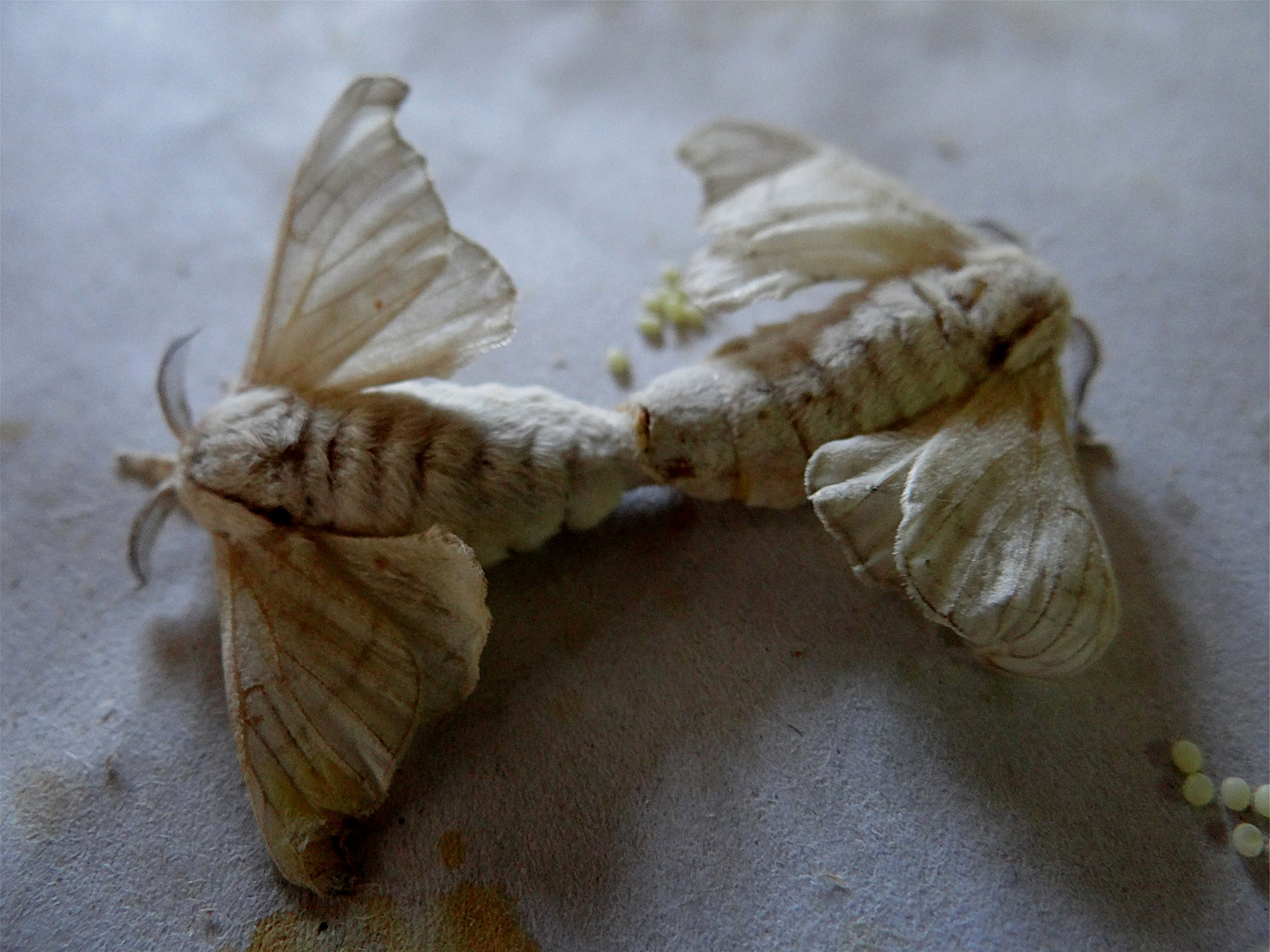
Paring, ook eitjes te zien

De eieren worden niet direct bevrucht maar komen pas in aanraking met de zaadcellen van het mannetje op het moment dat ze worden afgezet. Het duurt tot enkele uren na de eiafzet voordat de eicellen worden bevrucht. Soms komen eieren die niet door een mannetje zijn bevrucht toch uit, maagdelijke voortplanting.
Een vrouwtje zet in totaal ongeveer 300 tot 400 eitjes af. Deze zijn voorzien van een plakkerige coating en worden in groepjes van enige tientallen op het substraat geplakt. De eitjes, die ongeveer 1 millimeter in doorsnede zijn, hebben een ovale vorm met een plat en een enigszins ingedeukt deel. Het platte deel wordt op de ondergrond geplakt. Het ingedeukte deel vormt de bovenzijde. De eieren hebben eerst een gelige kleur en worden later grijsblauw. Eieren die deze kleuromslag niet maken zijn niet levensvatbaar. De eierschaal bestaat uit chitine en is relatief dik. De eitjes lijken op maanzaad, de zaadjes van de slaapbol (Papaver somniferum).
De eieren van de zijdevlinder worden ten onrechte ook wel aangeduid met zaad, analoog aan mosselzaad dat ook geen echt zaad is. Ieder ei bevat een relatief grote hoeveelheid reservevoedsel. Een ei weegt ongeveer 0,9 milligram, het zestigste deel van het gewicht van een enkele graankorrel. Dertig gram zaad levert potentieel meer dan 30.000 rupsen op. Als de rupsen onder de juiste omstandigheden worden gehouden kunnen ze elk ongeveer 5,5 kilo aan zijde produceren. Hiervoor is ruim een ton aan bladeren benodigd.
De eieren die in de wintermaanden en het voorjaar worden afgezet worden in een koelcel bewaard bij een temperatuur van ongeveer achttien graden Celsius. Begin juli worden ze in een omgeving gebracht van ongeveer 25 graden Celsius. De eieren doen er dan ongeveer 10 tot 12 dagen over om uit te komen, afhankelijk van de precieze omgevingstemperatuur. Als ze bijna zijn volgroeid zijn de donkere rupsen door de eiwand heen te zien. De rups kromt het lichaam in een C-vorm in het ei. De eieren van een enkel legsel komen allemaal binnen enkele dagen uit. Dit heeft voor kwekerijen het voordeel dat alle rupsen even oud zijn en zich steeds in hetzelfde stadium bevinden. De periode waarin de zijderupsen uit het ei komen – van eind juli tot begin augustus – valt samen met de groei van de bladeren van de moerbeiplanten waar de jonge rupsen van leven. Als de eieren eerder zouden uitkomen hebben de rupsen niets te eten. Als ze later zouden verschijnen zijn er geen jonge blaadjes meer die de voorkeur hebben van de rupsen.
Het geslacht van de zijdevlinder wordt bepaald door geslachtschromosomen, zogeheten W- en Z-chromosomen. Mannetjes hebben twee Z-chromosomen, vrouwtjes hebben een Z- en een W-chromosoom. Het W-chromosoom lijkt geen genen te hebben die omgezet worden in proteïnes, maar enkel getranscribeerd worden in RNA. Een specifiek RNA-segment dat vanuit het W-chromosoom wordt getranscribeerd, werkt als een silencer voor een gen op het Z-chromosoom dat instaat voor de ontwikkeling tot mannetje. Het RNA bepaalt in dit organisme dus waarschijnlijk het geslacht.
De eieren komen bij de multivoltiene rassen na tien tot twaalf dagen uit. Bij de univoltiene rassen komt het ei uit na een soort rusttoestand – de diapauze – en deze kan maanden duren. In veel streken worden zijdevlinders het gehele jaar door gekweekt om zoveel mogelijk zijde te produceren. Daartoe importeren de kwekerijen moerbeibladeren.

### Rups

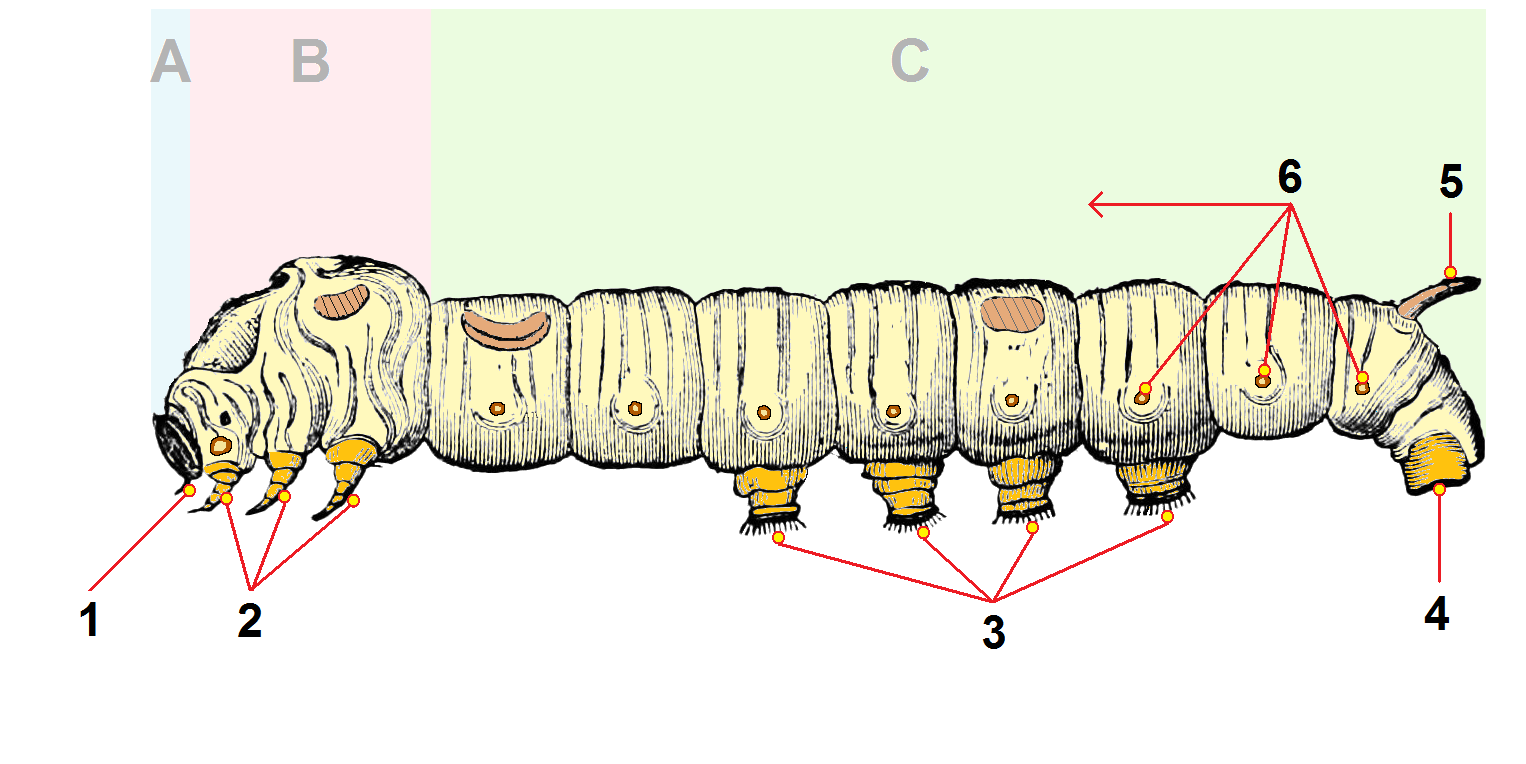
Belangrijkste lichaamsdelen van de rups

De meeste rupsen worden niet gewaardeerd door de mens vanwege de schade die ze toebrengen aan gewassen. De zijderups daarentegen wordt op grote schaal gekweekt. In veel landen in Azië is de zijdeproductie en het weven van de draden tot zijde een belangrijke bron van inkomsten.
Als de larve uit het ei kruipt is deze ongeveer twee tot vier millimeter lang. De jonge rupsjes komen vrijwel allemaal tegelijkertijd uit en doen denken aan een mierenhoop. De larven zijn zeer donker tot zwart van kleur en hebben kleine stekels die in de latere stadia verloren gaan. In die stadia zijn de rupsen kaal en is hun kleur lichtgeel tot beige. Tot aan het laatste (vijfde) stadium; dan is de rups bijna wit van kleur. Dit wordt veroorzaakt door de geheel met zijdeproteïne gevulde spinklieren.
De kop is duidelijk te onderscheiden van het lichaam. De kaken hebben een bijtende configuratie. Aan iedere zijde van de kop zijn drie puntoogjes of ocelli te zien. Aan de voorzijde van de kop is de spintepel gelegen, uit dit orgaantje komt de zijde die gebruikt wordt voor de cocon. Aan weerszijden van de spintepel zijn de labiale palpen te zien, twee kleine tastorgaantjes.
Het borststuk is dikker dan de rest van het lichaam en bestaat uit drie segmenten. Aan de bovenzijde is dit niet te zien. Aan de onderzijde van het borststuk zijn echter drie paar gelede poten aanwezig, één per segment. Deze poten dragen een klauwtje aan het uiteinde en transformeren later tot de poten van de volwassen vlinder.
Het achterlijf bestaat uit tien segmenten, waarvan er negen duidelijk zichtbaar zijn. Het tiende segment is versmolten met het negende. Vier segmenten, het derde tot en met het zesde, dragen aan de onderzijde ieder een paar gespierde, ongelede en enigszins tonvormige poten, de pseudopoten of propoten. De pseudopoten dragen aan het einde vele kleine haakachtige structuren die voor een stevige grip zorgen. Aan het negende segment ten slotte zijn de naschuivers gelegen. Deze eveneens vlezige poten duwen het lichaam als het ware naar voren. Aan de bovenzijde van het achtste lichaamssegment is een stekelachtige structuur aanwezig. Deze zogenaamde achterlijfsstekel dient in principe om vijanden af te weren, maar is vlezig van structuur en niet verhard.

#### Stadia
| Afbeelding                       | Stadium       | Lengte           | Gewicht         | Temp /LV           | Duur stadium |
| -------------------------------- | ------------- | ---------------- | --------------- | ------------------ | ------------ |
|                                  | Eerste instar | 2-9 millimeter   | 1               | 28 °C, LV = 85-90% | 3-4 dagen    |
|                                  | Tweede instar | 9-19 millimeter  | 20              | 27 °C, LV = 85%    | 2-3 dagen    |
| Plaats uw zelfgemaakte foto hier | Derde instar  | 19-31 millimeter | 120             | 26 °C, LV = 80%    | 3-4 dagen    |
|                                  | Vierde instar | 31-44 millimeter | 730             | 25 °C, LV = 70-75% | 3-4 dagen    |
|                                  | Vijfde instar | 44-64 millimeter | 2640 tot 10.000 | 24 °C, LV = 65-70% | 6-8 dagen    |

In de tabel zijn de belangrijkste kenmerken van de verschillende stadia weergegeven. Het gewicht is weergegeven als het veelvoud van het gewicht van een juist uitgekropen larve.
De larven groeien snel en zijn na enkele dagen ongeveer negen millimeter lang. De rupsen zijn ware eetmachines die vrijwel dag en nacht grote hoeveelheden bladeren eten. Zodra ze uit het ei kruipen moeten ze over voedsel beschikken omdat ze anders snel uitdrogen. De rupsen zijn eraan gewend gehanteerd te worden en hebben hun vluchtreflex verloren. In tegenstelling tot rupsen van wilde vlinders verbergen ze zich niet en proberen ze ook niet om te ontsnappen. Daardoor kunnen ze worden gehouden in open bakken zonder deksel. De rupsen kunnen gemakkelijk in groepen worden grootgebracht. Door de sterke cultivatie door de mens zijn de rupsen niet meer in staat om in planten te klimmen; het voedsel moet ze letterlijk worden aangereikt. Alleen als de rups moet verpoppen zoekt deze hogere delen op.

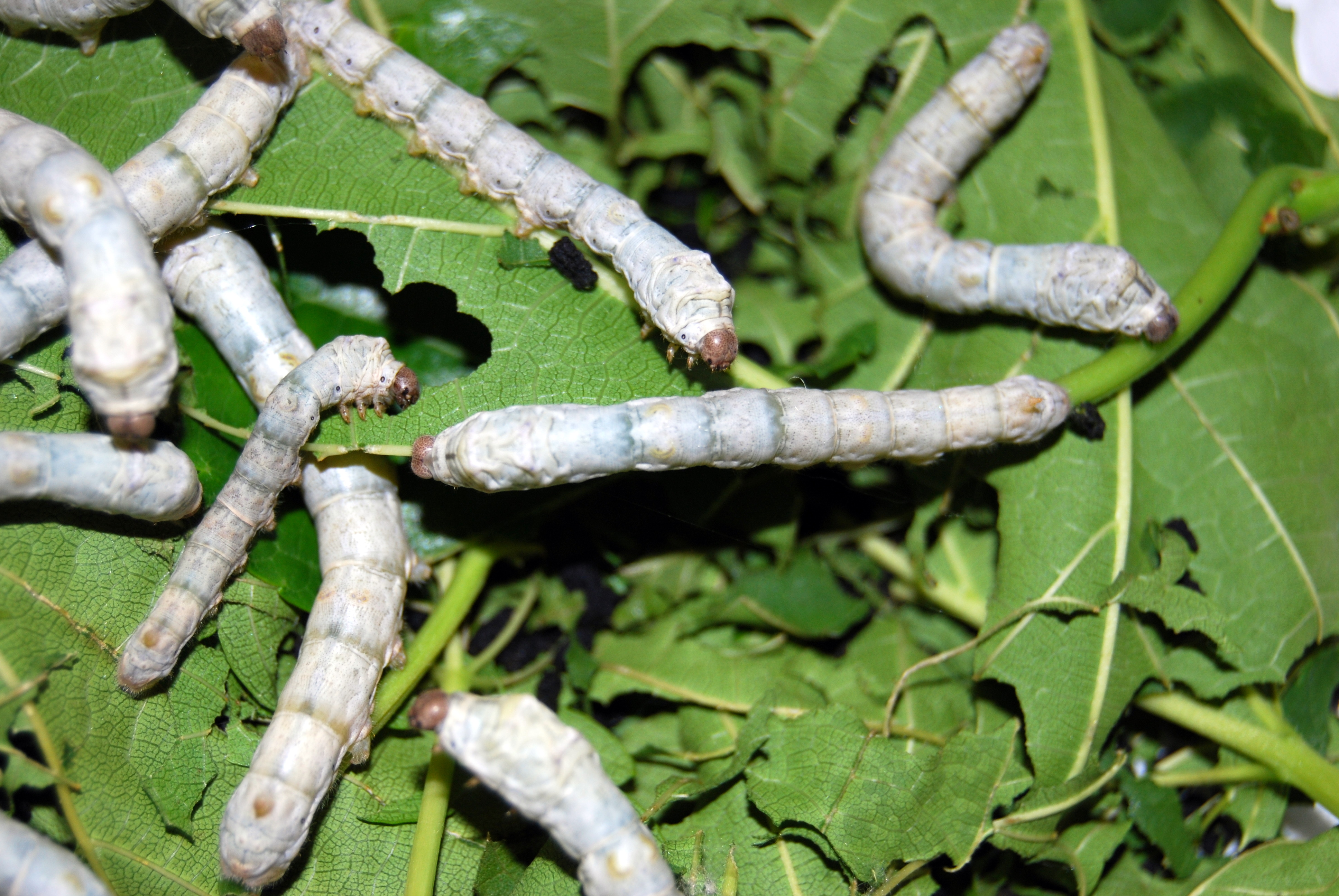
Rupsen in het vierde stadium doen zich tegoed aan bladeren

Net als andere vlinders moeten de rupsen af en toe vervellen omdat ze steeds groter worden terwijl hun huid niet meegroeit. De larven vervellen in totaal vier keer en kennen dus vijf larvenstadia of instars. De vervelling neemt ongeveer 24 uur in beslag. Gedurende die tijd is de rups niet in staat om zich te bewegen en is erg kwetsbaar. Vlak voor iedere vervelling stopt de larve met eten en zondert zich af. Het insect blijft een tijdje stil zitten en vertoont een 'biddende' positie met omhoog geheven kop en tegen elkaar gehouden poten. De huid barst het eerst aan de voorzijde van het lichaam. De rups houdt zich dan met de naschuivers stevig vast aan de ondergrond terwijl hij langzaam vooruit loopt en zo de oude huid achter zich laat. Het is belangrijk dat dit in een vloeiende beweging gebeurt omdat de rups voor zijn ademhaling afhankelijk is van de openingen aan de zijkant van het lichaam. Als de rups wordt gestoord tijdens een vervelling kan hij doodgaan. Als een larve bijvoorbeeld omvergeduwd wordt door andere rupsen kan hij zich niet meer uit de oude huid manoeuvreren en sterft hij de verstikkingsdood.
De tijd tussen de verschillende stadia varieert naargelang de omgevingsomstandigheden en het stadium waarin een instar verkeert. De larve vervelt telkens na twee tot vier dagen. Het vierde instar echter duurt zes tot acht dagen. Als alles goed gaat is de larve na twee tot drie weken volgroeid.
Bij oudere larven ontwikkelen zich de geslachtsorganen. Tot het vierde larvenstadium zijn mannelijke en vrouwelijke exemplaren niet uit elkaar te houden. Aan het einde van het vierde stadium en gedurende het vijfde stadium ontwikkelen zich zichtbare geslachtsklieren, de gonaden. Deze zijn bij de vrouwtjes zichtbaar als twee kleine driehoekige bultjes op de bovenzijde van het zesde achterlijfssegment. Bij de mannetjes ontwikkelen zich niervormige bultjes op de bovenzijde van het vijfde achterlijfssegment.
Mannetjes en vrouwtjes zijn het makkelijkst van elkaar te onderscheiden met behulp van verschillen in de klieropeningen aan de onderzijde van het achterlijf. De vrouwtjes hebben aan de onderzijde van het achtste en het negende segment aan iedere zijde een vlekje, dus vier in totaal. De voorste twee klieren aan het achtste segment zijn Ishiwata's voorklieren en de achterste twee aan het negende segment zijn Ishiwata's achterklieren. Deze namen zijn een eerbetoon aan de Japanse bioloog Ishiwata Shigetane (1868 - 1941). Bij de mannetjes is slechts een enkele klieropening aanwezig op het midden tussen het achtste en het negende segment, Herolds klier.
De optimale temperatuur voor de larven ligt tussen de 25 en 28 graden Celsius. Als het warmer wordt dan dertig graden is dit schadelijk voor de rupsen. Als de temperatuur onder de twintig graden zakt worden de rupsen slomer en vatbaarder voor ziekten.

#### Inwendige anatomie
De binnenzijde van de rups bestaat in eerste instantie voor het grootste deel uit het spijsverteringskanaal. In latere stadia neemt de spinklier echter een steeds grotere deel van het lichaam in. Het spijsverteringsstelsel is gelegen in het midden van het lichaam en bestaat uit een mond, een korte mondholte of stomatodeum, de darmen en de anus. De darmen bestaan uit twee delen; het mesenteron beslaat verreweg het grootste deel en is het breedst. Hierachter is het proctodeum gelegen, dat bestaat uit de dunne darm, de dikke darm en de anus. Tussen het mesenteron en het proctodeum zijn de buizen van Malpighi aangehecht. Deze voeren onder andere de afvalstoffen af die vrijkomen bij de vertering van voedsel. De vaste afvalstoffen worden samengeperst in de anus tot kleine bolletjes. Deze worden uitgescheiden als het uitscheidingskanaal vol is. Door de vorm van de anus zijn de uitwerpselen van de rups niet tonvormig, zoals bij de meeste insecten het geval is, maar zeskantig (hexagonaal) in doorsnede.
Het lichaam wordt van bloedvloeistof voorzien door een grote, in het midden gelegen ader aan de bovenzijde van de lichaamsholte. Het bloed wordt rondgepompt door acht paar kleine spieren. Aan weerszijden van het lichaam heeft de rups kleine lichaamsopeningen op de segmenten, de stigmata. Dit zijn de ademopeningen waardoor lucht wordt aangezogen en afgescheiden. De lucht wordt in een luchtkanaaltje (de trachee) gevoerd. Ieder kanaaltje heeft vele kleine vertakkingen die rechtstreeks naar de organen leiden.
De spinklier is voornamelijk in het voorste deel van het lichaam gelegen, aan de buikzijde. Het grootste gedeelte van de klier – wat de lengte betreft – bestaat uit het achterste deel dat zeer lang en dun is. Het kent veel bochten en is sterk opgevouwen. Het middelste deel van de spinklier is sterk verdikt en kent slechts enkele lussen. Het voorste deel van de klier bestaat uit twee lange en relatief dunne klierkanalen die lopen tot aan de klieropeningen aan de kop. Vlak bij de kop staat ieder klierkanaal in verbinding met de spintepels aan de voorzijde van de kop.

#### Spinklier

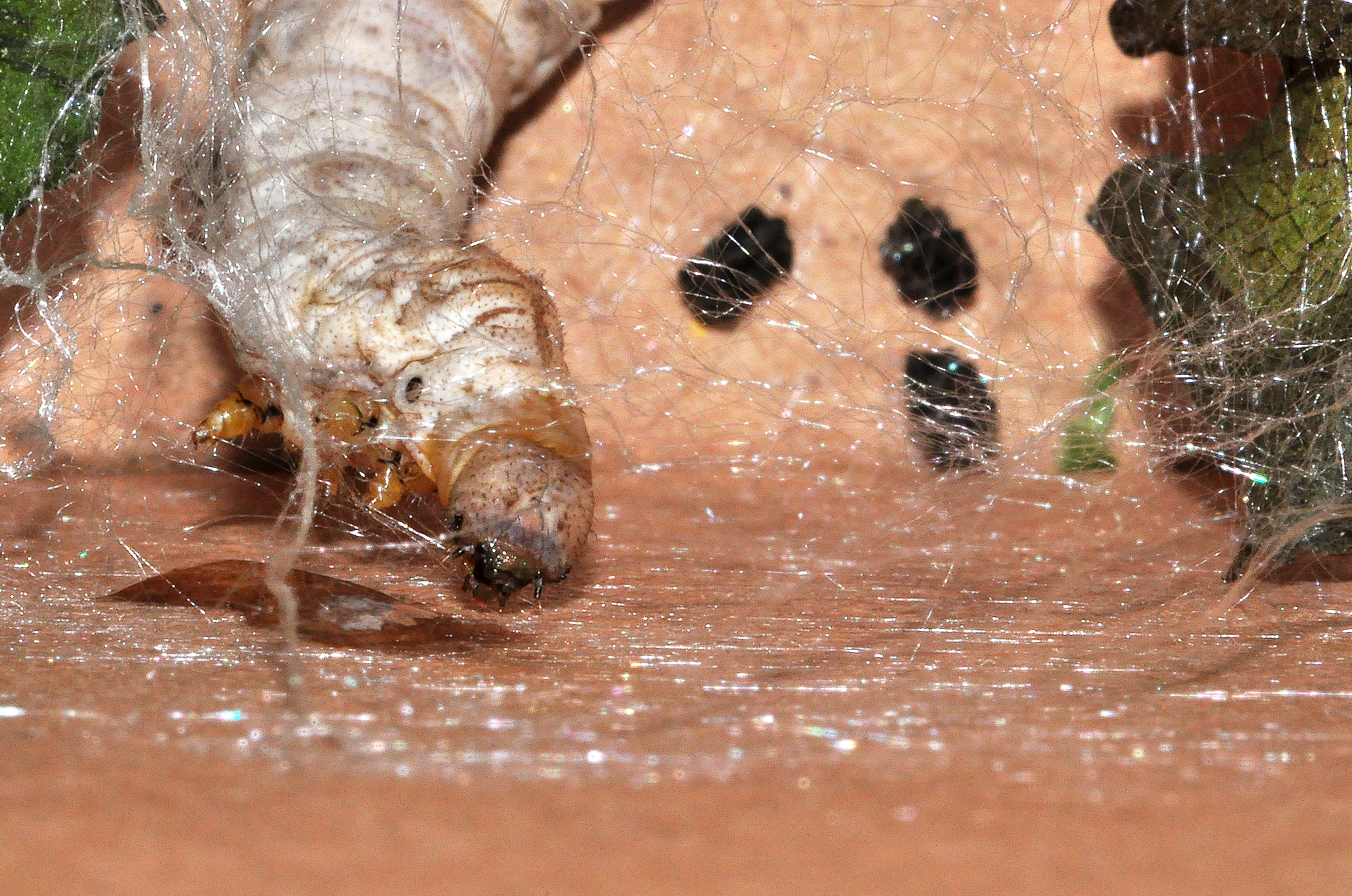
De rups spint een soort mat vlak voor het maken van een cocon

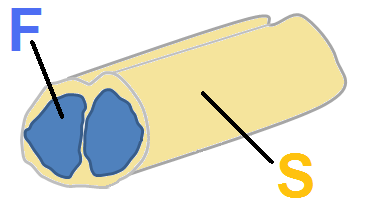
Een zijdedraad bestaat uit twee draden van fibroïne (blauw) en een coating van sericine (geel)

De spinklier of zijdeklier van de rups dient om aan het eind van het laatste stadium zijde te produceren voor het maken van een cocon. Deze klier komt bij meer insecten voor en is ontstaan uit de oorspronkelijke speekselklier. De spinklier is gepaard; de rups heeft aan iedere zijde van het lichaam een spinklier. De klier is een relatief groot orgaan dat een belangrijk deel van de lichaamsholte in beslag neemt en meer dan een derde van het lichaamsgewicht uitmaakt.
De klier bestaat uit drie delen. Het achterste deel is het langst, hierin wordt het eiwit fibroïne geproduceerd dat de stevige binnenzijde van de zijdedraad vormt. Het middelste deel is veel korter en dikker, en dient als opslagplaats. In dit deel wordt de fibroïne uit het achterste deel voorzien van een coating die bestaat uit het eiwit sericine. Het voorste deel van de spinklier is het kortst en is erg klein; dicht bij het uiteinde is de klier van Filippi gelegen. Deze eveneens gepaarde klier scheidt stoffen uit die waarschijnlijk dienen om de zijde vettig te maken zodat het klierkanaal niet verstopt raakt.
De spinklier mondt uit in een klein aanhangsel in het midden van de voorzijde van de kop, de spintepel. De spintepel heeft een zeer kleine opening waar doorheen de zijde in dunne draden naar buiten wordt gedrukt. In eerste instantie is de uitgescheiden zijde vloeibaar, maar bij blootstelling aan de lucht hardt het vrijwel direct uit tot een dunne maar stevige draad. De zijdedraad bestaat uit twee draden van fibroïne (F in de afbeelding) die driehoekig in doorsnede zijn. Deze draden zijn tegen elkaar gekit door een laagje sericine (S in de afbeelding) en ook de buitenzijde van de draden is hiermee bedekt. De zijdedraden hebben een dikte van tien tot veertien micrometer.

### Pop

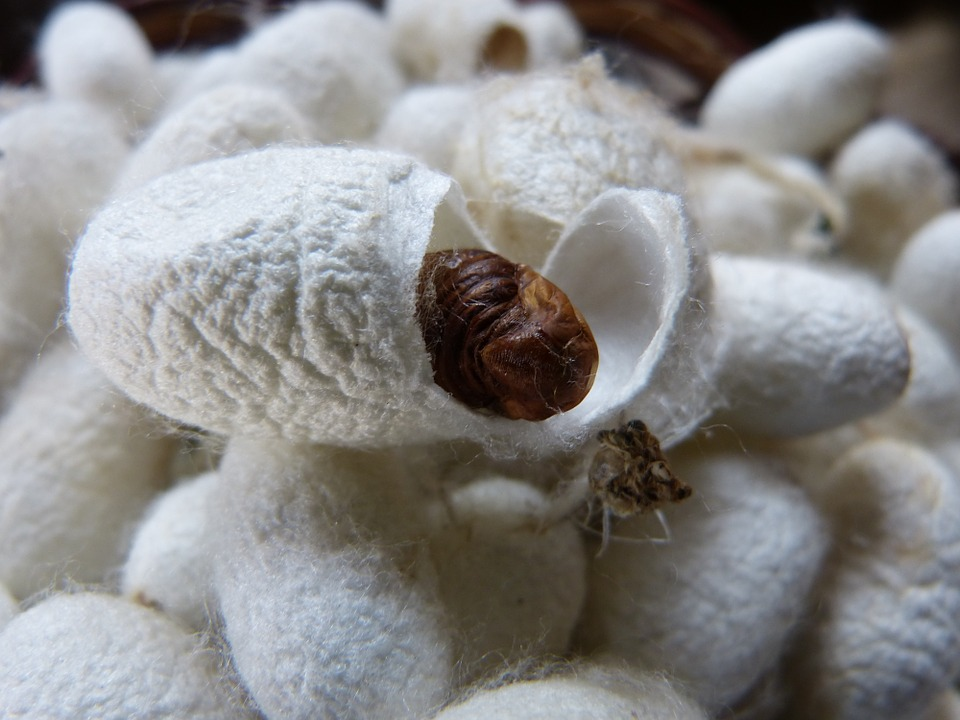
Een geopende cocon waarbij de pop en de laatste vervellingshuid (rechts) te zien zijn

De rups is na ongeveer veertig dagen volgroeid en stopt dan met eten. Het lichaamsgewicht is toegenomen met zo'n factor tienduizend. De rups bereikt een maximale lichaamslengte van 6,5 tot 7,5 centimeter. Voor het spinnen van een cocon zoekt de rups naar een geschikte, rustige plaats op enige hoogte. De rups zwaait heen en weer met zijn kop, op zoek naar hoger gelegen delen zoals planten. De kwekers van zijderupsen herkennen dit signaal en brengen de rups over naar een ruimte waar takken zijn geplaatst. Hier kruipt de rups in om een cocon te maken.
Als de rups een geschikt plekje heeft gevonden wordt een dunne mat van spinsel gemaakt die dient als een soort funderingsvloer. Hierop wordt de cocon geconstrueerd wat drie tot vier dagen in beslag kan nemen. Als de cocon geheel af is vindt de laatste vervelling van de rups plaats. Hierbij ontstaat de pop of chrysalis, deze is in eerste instantie bleekwit van kleur en wordt later bruin. De laatste vervellingshuid van de rups blijft in de cocon. De pop heeft een veel dikkere en stevigere huid ter bescherming in vergelijking met de rups. De pop van de zijdevlinder kan zich niet bewegen en is hierdoor kwetsbaar.
De pop van een mannetje is iets groter dan die van een vrouwtje en heeft een spitsere achterzijde. Bij een mannelijke pop is op de grens tussen het achtste en negende segment nog steeds de opening van Herold's klier te zien. Bij de vrouwelijke pop is een kruisvormige rand aanwezig aan de onderzijde van het achtste achterlijfssegment. Onder natuurlijke omstandigheden komt de pop na twee tot drie weken uit.
Heel soms spinnen twee zijderupsen een enkele cocon, waardoor de cocon uiteindelijk twee poppen herbergt. Deze dubbele poppen zijn zeldzaam. De zijde die van dergelijke cocons wordt afgerold bevat kleine onregelmatigheden. De verdikkingen van deze dupionzijde worden echter niet als ontsierend gezien, maar juist als erg decoratief. De stof is duurder dan gewone zijde en wordt veel geïmiteerd. Kwekers van zijderupsen proberen rassen te ontwikkelen die zoveel mogelijk dubbele poppen opleveren. Van sommige rassen is bekend dat er meer dubbele poppen voorkomen, maar de zijde is vaak slecht af te rollen. Van een relatief nieuw ras uit 2014, genaamd J701×C701, is bekend dat tot 40 procent van de rupsen samen met een soortgenoot een cocon maakt.

### Cocon

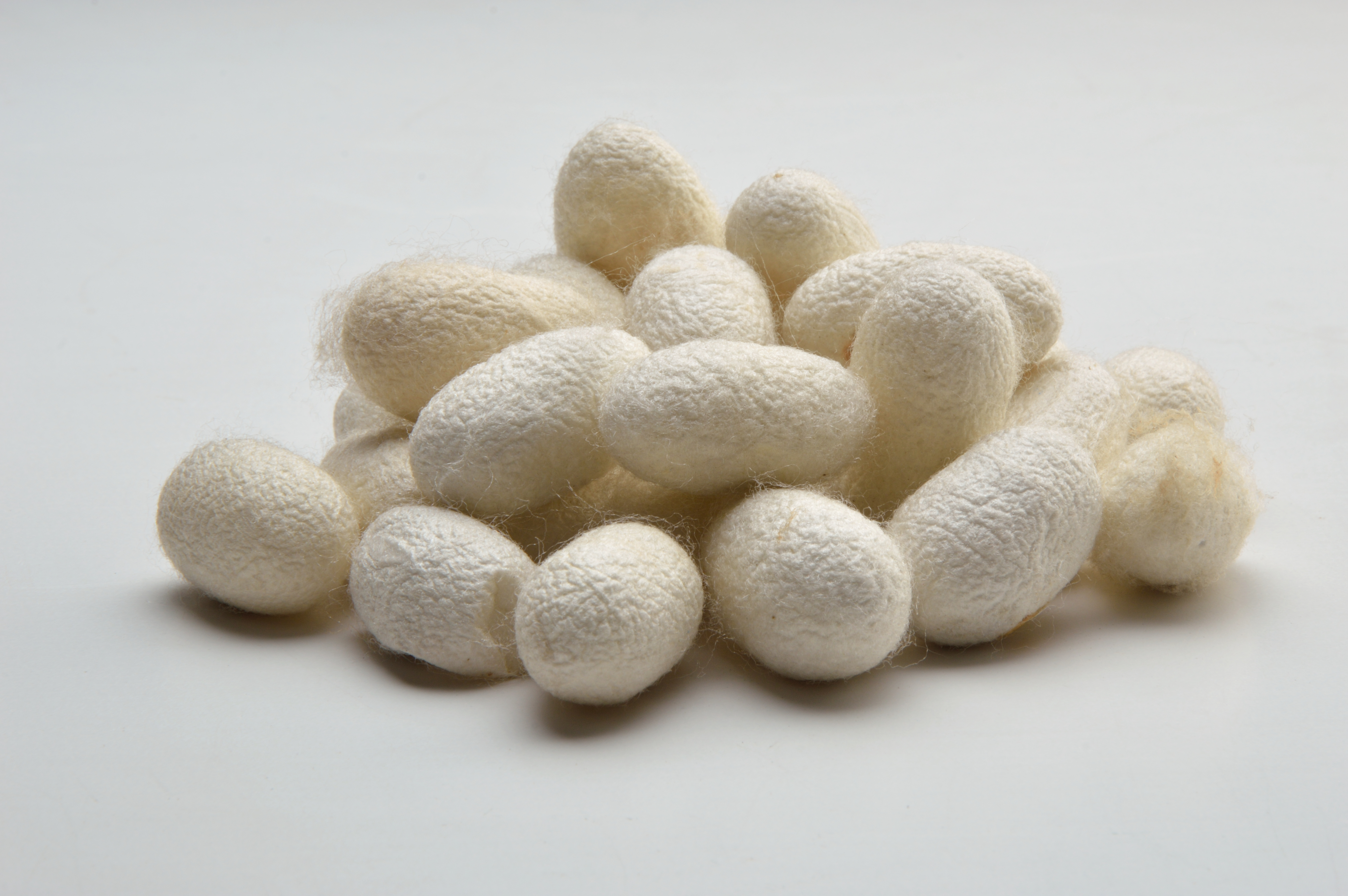
Cocons van de zijdevlinder

De cocon wordt gemaakt van een enkele draad en de rups kan tot 15 centimeter spinsel produceren per minuut. Door de eeuwen heen zijn de rupsen steeds geselecteerd op de grootte en de kleur van de cocon. Wilde vlinders maakten waarschijnlijk een gele kleur cocon. De meeste cocons zijn tegenwoordig helder wit van kleur, maar soms komen ook wel gele cocons voor. De kleur van de cocon – en dus de zijdedraad – is genetisch bepaald. Mannetjes maken kleinere cocons dan vrouwtjes, maar ze produceren meer zijde die bovendien van een betere kwaliteit is.

### Imago
De volwassen vlinder wordt imago genoemd. Vlak voordat de vlinder tevoorschijn komt, laat deze een basische stof uit het lichaam lopen dat een deel van de cocon oplost. Deze vloeistof wordt afgegeven door de monddelen en bevat cocoonase, een enzym dat eiwitten afbreekt. Cocoonase lijkt op trypsine, dat in de darmen van mensen voorkomt. Nadat de cocon deels is opgelost door het enzym werkt de vlinder zich een weg naar buiten. Hierbij raakt de cocon beschadigd.
De volwassen vlinders hebben sterk gereduceerde monddelen en zijn niet in staat om te eten. De proboscis of roltong die vlinders gebruiken om voedsel op te zuigen is bij de zijdevlinder slecht ontwikkeld. De volwassen vlinder leeft twee tot maximaal drie dagen. Hun enige doel is om een partner te vinden zodat ze zich voort kunnen planten. De mannetjes sterven vlak na de paring, de vrouwtjes zetten eerst de eitjes af en sterven vrij snel daarna.

## Voedsel

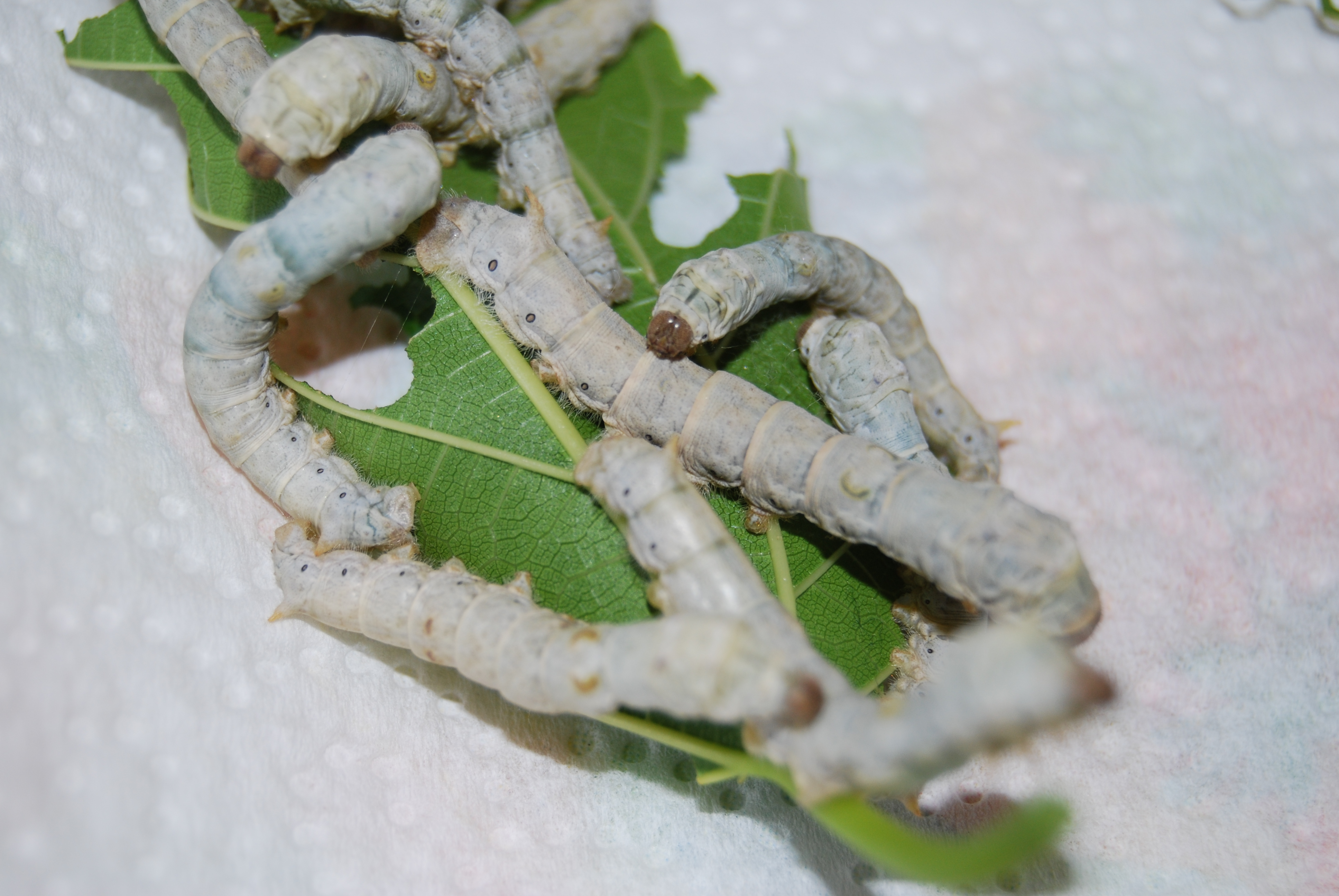
Rupsen in het vierde instar eten van de bladeren

De zijdevlinder is monofaag, wat betekent dat de rupsen slechts van een enkele plantensoort leven. In de natuur hebben ze een voorkeur ontwikkeld voor de bladeren van de witte moerbei (Morus alba), vooral voor de jonge blaadjes. De rupsen kunnen echter ook in leven worden gehouden met verschillende soorten sla (geslacht Lactuca) en van de bladeren van de osagedoorn (Maclura pomifera).
De witte moerbei is over vrijwel de gehele wereld verspreid en komt voor in Noord- en Zuid-Amerika, Azië, delen van Europa en Afrika. Na de bloeitijd worden witte schijnvruchten gevormd die later groen worden en naar donkerpaars kleuren als ze rijpen. De witte moerbei is een boom die tot 16 meter hoog kan worden maar meestal kleiner blijft. In het oude China werd de boomachtige moerbeiplant omgevormd tot een struikachtige plant zodat de bladeren makkelijker te oogsten zijn. Dergelijke snoeitechnieken zijn bekend sinds de Westelijke Zhou-dynastie (1046–771 v.Chr.). Het afval dat vrijkomt bij het oogsten van de bladeren, zoals stengels, tak en boombast, wordt aan het vee gevoerd.
In China worden moerbeiplanten op grote schaal gekweekt; ongeveer 626.000 hectare aan landbouwgrond wordt gebruikt voor de kweek van de witte moerbei. In India, eveneens een grote zijdeproducent, beslaat het oppervlak ongeveer 282.000 hectare (peildatum 2002).
De moerbei kent verschillende variaties (rassen) die zijn ontwikkeld in een laboratorium om de plant minder gevoelig te maken voor verschillende omstandigheden. Hierdoor kan de plant gekweekt worden als voedsel voor de rupsen van de zijdevlinder in gebieden die eigenlijk niet geschikt zijn. Veel variaties zijn ontwikkeld door het CSRTI; een organisatie in India die de zijdeproductie bevordert. Veel rassen hebben geen wetenschappelijke benaming maar worden aangeduid met een code. De variatie S-54 bijvoorbeeld is een ras dat irrigatie nodig heeft, het ras S-34 kan door natuurlijke regenval worden voorzien van water. De variatie DD kan vermeerderd worden door te klonen en de variatie Goshoerami kan in meer gematigde gebieden worden gehouden, zoals in delen van Japan.

## Ziekten
In de tropische landen waar de vlinder wordt gekweekt komen insecten voor die soms de kweekkamers binnendringen en de rupsen aanvallen. Voorbeelden zijn bidsprinkhanen, krekels, mieren, oorwormen, tweevleugeligen en wespen. Deze vijanden zijn echter opportunistisch en richten meestal weinig schade aan. Een uitzondering is de sluipvlieg Exorista sorbillans. Deze vlieg legt haar eieren bij voorkeur op de larven van de zijdevinder. Als de eieren uitkomen, eten de vliegenlarven de rups van binnenuit op.
De rupsen hebben voornamelijk te lijden onder parasieten, die als ze in een kwekerij terecht komen grote schade kunnen aanrichten. Een voorbeeld zijn insectendodende schimmels, zoals die uit het geslacht Beauveria. Nadat de rups door de schimmelinfectie is gedood groeit uit het afgestorven lijf een vruchtlichaam of paddenstoel. De sporen die hieruit vrijkomen zorgen voor de verspreiding van de schimmel.
De rups is daarnaast bevattelijk voor infectie met verschillende eencelligen en virussen. In Frankrijk stortte de gehele zijdeproductie in toen zich rond 1860 een onbekende ziekte manifesteerde. Deze aandoening van de rupsen werd in 1865 onderzocht door de Franse bioloog Louis Pasteur. Hij ontdekte een voor de rupsen dodelijke aandoening, pebrine. De naam is afgeleid uit het Frans en betekent vrij vertaald peperziekte. Deze naam slaat op de donkere vlekken op de huid van de rupsen waardoor het lijkt alsof ze zijn gepeperd.
De ziekte werd veroorzaakt door parasitaire eencelligen die tot de microsporidia behoren. De belangrijkste veroorzaker is de soort Nosema bombycis, maar ook soorten uit de geslachten Vairimorpha, Pleistophora en Thelohania kunnen zich op de rups manifesteren. Bij pebrine sterven alle rupsen die uit geïnfecteerde eieren komen. Als de larve wordt besmet zijn er geen symptomen, maar de hieruit groeiende moederdieren geven de besmetting door aan de eieren.
Een andere belangrijke ziekte is flacherie, vrij vertaald slapheid. Deze ziekte kan twee oorzaken hebben: een fysische en een biologische. De eerste vorm ontstaat wanneer de larven worden blootgesteld aan te veel warmte, bijvoorbeeld gedurende een hittegolf. De tweede oorzaak is blootstelling aan met virussen of bacteriën besmette moerbeiplanten. Het betreft virussen uit verschillende families, zoals Bombyx mori infectious flacherie virus (BmIFV, familie Iflaviridae), Bombyx mori densovirus (BmDNV, familie Parvoviridae) en Bombyx mori cypovirus 1 (BmCPV-1, familie Reoviridae). De virussen tasten de darmen van de rups aan, waarna het insect slap wordt en bruin kleurt. De verzwakte rupsen worden hierdoor gevoeliger voor bacteriën, zoals die uit het geslacht Streptococcus. Uiteindelijk sterft de rups aan een ernstige vorm van diarree.

## Commercieel gebruik

### De zijdevlinder als producent van grondstof

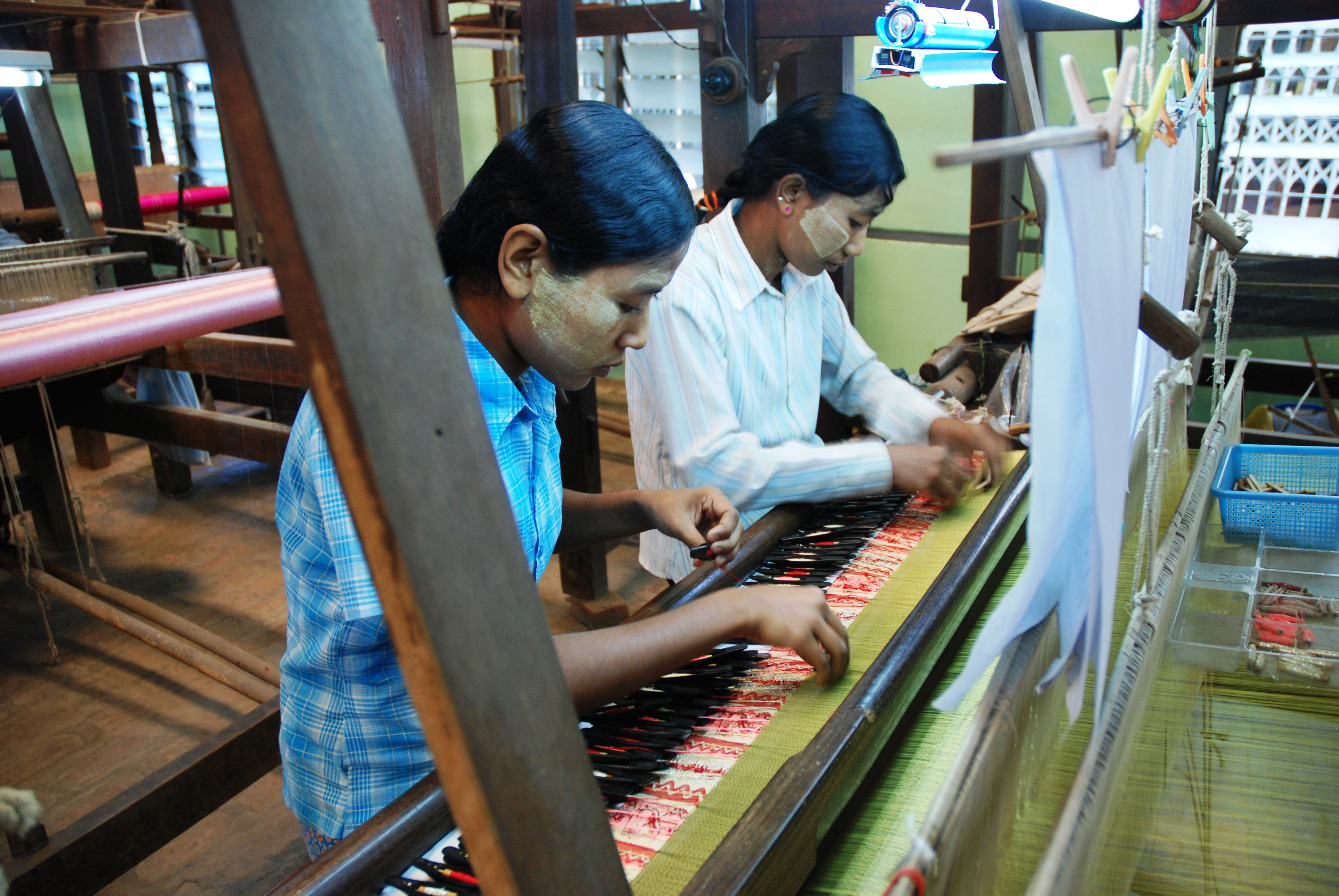
Het weven van zijde in Myanmar

De zijde die de rupsen produceren vindt gretig aftrek in de modewereld; zijdedraad wordt voornamelijk gebruikt voor kleding. Daarnaast wordt zijde verwerkt in boogpezen en snaren van muziekinstrumenten. Ten slotte kan er hechtdraad van worden gemaakt voor medische doeleinden. Er zijn nog geen kunststoffen ontwikkeld die zijde geheel kunnen vervangen als het gaat om stevigheid en mate van onbrandbaarheid. Onder andere de dubbele, door de rups met lijm samengekitte draden die samen de zijdedraad vormen zorgen voor een grote stevigheid.
Om de zijdedraad te winnen moet de cocon worden afgewikkeld als de pop nog in de cocon zit. De cocon is enigszins eivormig met een lichte insnoering in het midden. Er zijn ongeveer 5000 cocons nodig om één kilogram zijde te maken. Doordat de rups de draden over elkaar heen spant in concentrische cirkels is het mogelijk om de cocon in één keer af te wikkelen. Bij veel andere coconmakende vlinders bestaat de cocon uit meerdere draden waardoor de zijde niet in één keer is af te wikkelen. Als de volwassen vlinder tevoorschijn komt raakt de cocon beschadigd. Meestal wordt de pop daarom gedood door deze aan hitte bloot te stellen. De cocons worden hiertoe in een oven gelegd of krijgen een stoombad.
Iedere cocon bestaat uit een zijdedraad die 900 meter tot soms wel 1800 m lang is. Een deel hiervan is losjes om de cocon gewikkeld en is moeilijk af te rollen. Dit deel wordt van de cocon afgeplukt en verwerkt tot een mindere kwaliteit zijde. Mannetjes leveren meer zijde dan vrouwtjes en de zijdedraden van de mannetjes zijn daarnaast van betere kwaliteit. Door commerciële zijdekwekers wordt getracht om een zo hoog mogelijk percentage mannetjes te verkrijgen. Omdat in de zijdehandel veel geld omgaat is hier veel onderzoek naar gedaan.
Wetenschappers zijn erin geslaagd om de zijderups genetisch zo te modificeren dat de spinklier van de rups een draad produceert die lijkt op het spinsel van spinnen. Spinnenzijde is elastischer dan de zijde van de zijdevlinder en heeft een grotere treksterkte. Spinnen zijn echter lastig te kweken omdat ze territoriaal zijn en bovendien erg kannibalistisch. De rups van de zijdevlinder kan zelfs genetisch zo worden aangepast dat het spinsel van de larve een vorm van menselijk collageen bevat.
De spinklieren zelf kunnen worden gebruikt om een zeer taai soort garen te maken. De rups wordt hiertoe gedood en geweekt in water dat erg zuur is en veel zout bevat. De spinklieren zwellen hierdoor op en kunnen na het maken van een incisie worden verwijderd uit het lichaam. Vervolgens worden de spinklieren uit elkaar getrokken tot een nylon-achtige draad ontstaat van ongeveer een millimeter dik. Deze draad is half doorzichtig en erg stug. Bekende toepassingen van de verwerkte spinklier zijn het gebruik als vislijn bij vliegvissen en als chirurgisch naaigaren. Dit laatste product staat onder verschillende namen bekend, zoals silk worm gut (Engels) of poil de Messine (Frans).
De zijdevlinder kent ook toepassingen binnen de homeopathie. Gedroogde vlinders worden beschouwd als heilzaam tegen krampen, rodehond en jeuk, daarnaast zou het middel helpen om de milt in conditie te houden.

### De zijdevlinder als voedsel

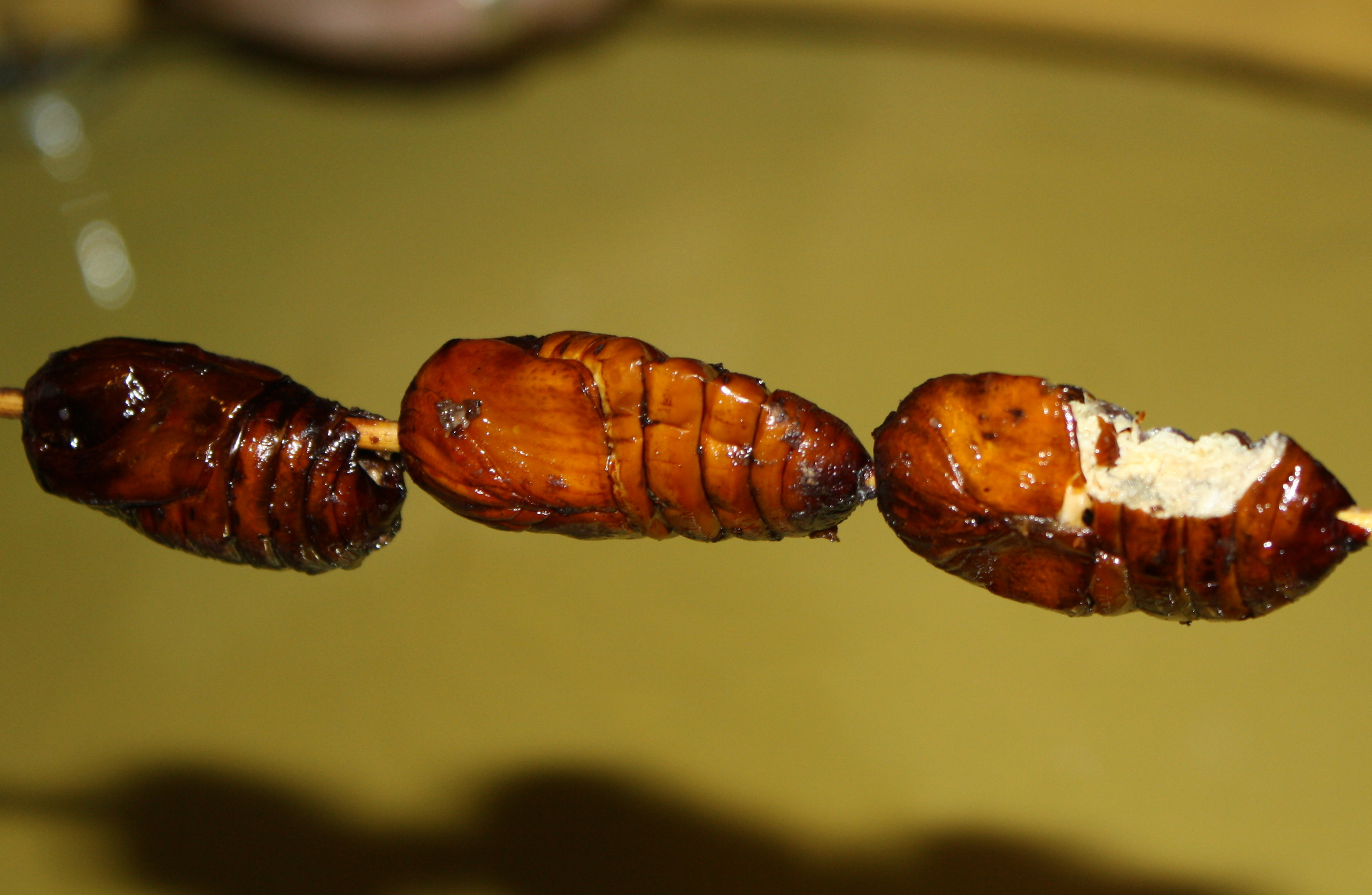
Tua mai thot is een gerecht van gefrituurde poppen van de zijdevlinder

De poppen van de exemplaren die gebruikt worden om zijde te maken worden gedood door ze te verhitten. In de zijdeproducerende landen gaan de poppen niet verloren maar worden apart gehouden en onder andere verwerkt tot voedsel voor menselijke consumptie. De poppen van de zijdevlinder zijn bijvoorbeeld op water in blik verkrijgbaar in supermarkten. De poppen worden ook gefrituurd of gebakken aangeboden als straatvoedsel. In Thailand worden de poppen in hete olie gebakken tot ze knapperig zijn en de poppen worden gegeten als zoutje, tua mai thot. In Korea worden de poppen die vrijkomen bij de zijdeproductie gebakken en verkocht als snack. De poppen worden vaak op straat aangeboden als beondegi.
De rupsen van de zijdevlinder zijn een van de tien soorten insecten die door het Belgische Federaal Agentschap voor de Veiligheid van de Voedselketen zijn toegestaan als veilig voor menselijke consumptie.
Rupsen en cocons van de zijdevlinder worden op kleinere schaal ook gebruikt als voedsel voor verschillende dieren. De rupsen worden aangeboden als voedsel voor exotische huisdieren zoals hagedissen. De gedroogde poppen worden wel gebruikt om reptielen zoals schildpadden en vissen als koikarpers te voeden. Ook kunnen ze gebruikt worden als bijvoer voor vleeskuikens.